# Germinon

Germinon este o comună în departamentul Marne, Franța. În 2009 avea o populație de 128 de locuitori.